# Mactaris

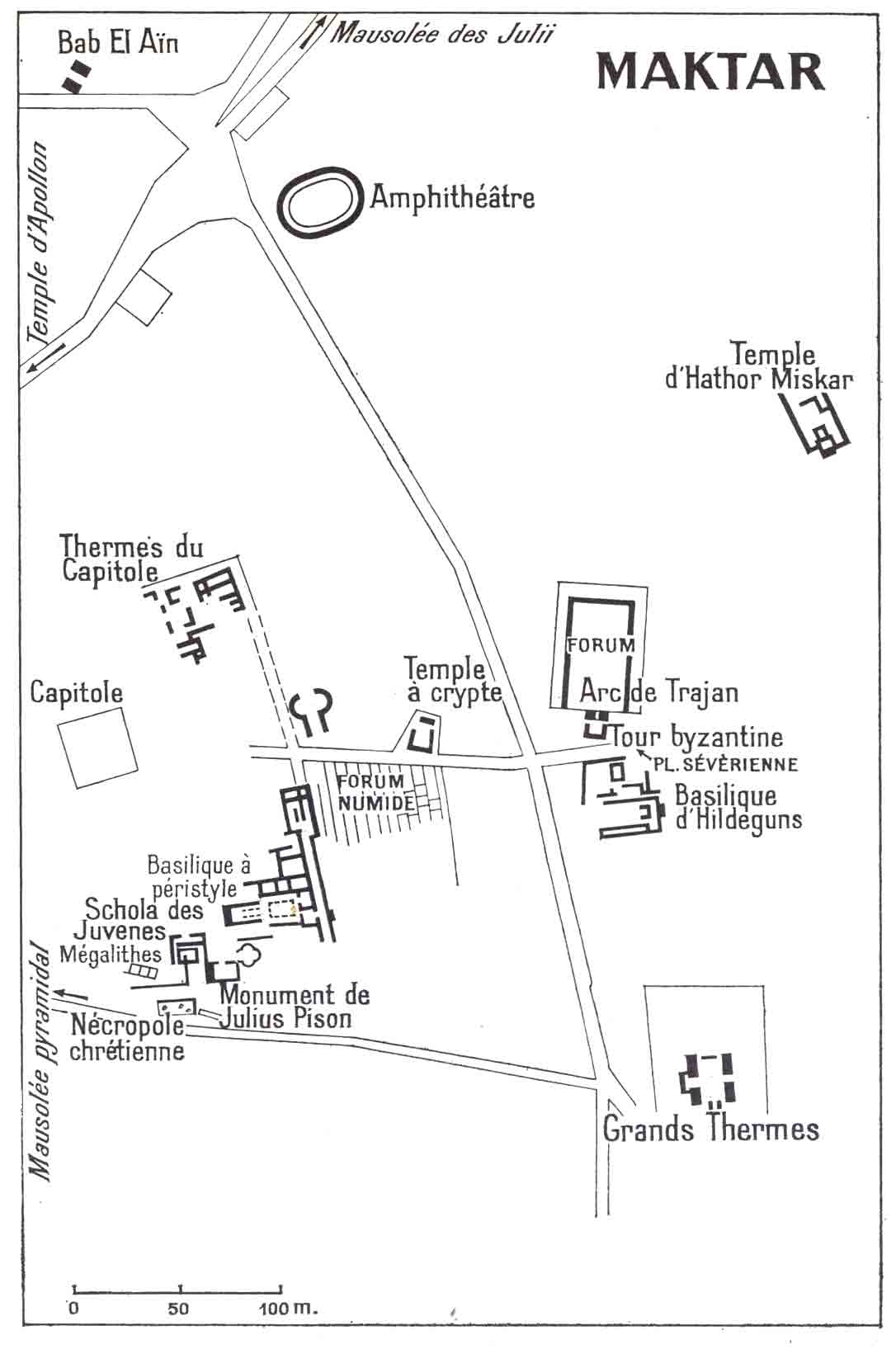

Mactaris è un'antica città prima numida e poi romana situata presso la moderna Maktar, in Tunisia (governatorato di Siliana).

## Localizzazione
Il sito è situato nella parte centrale montagnosa della Tunisia, al limite tra la regione nord-occidentale e quella centro occidentale, a 150 km a sud-ovest di Cartagine e a 70 km a sud-est di Sicca Veneria.
La città antica era collocata sul bordo di un altopiano di 900 m di altitudine, limitato dalle vallate degli uadi Ouzafa e Saboun, in una posizione facilmente difendibile.

## Storia

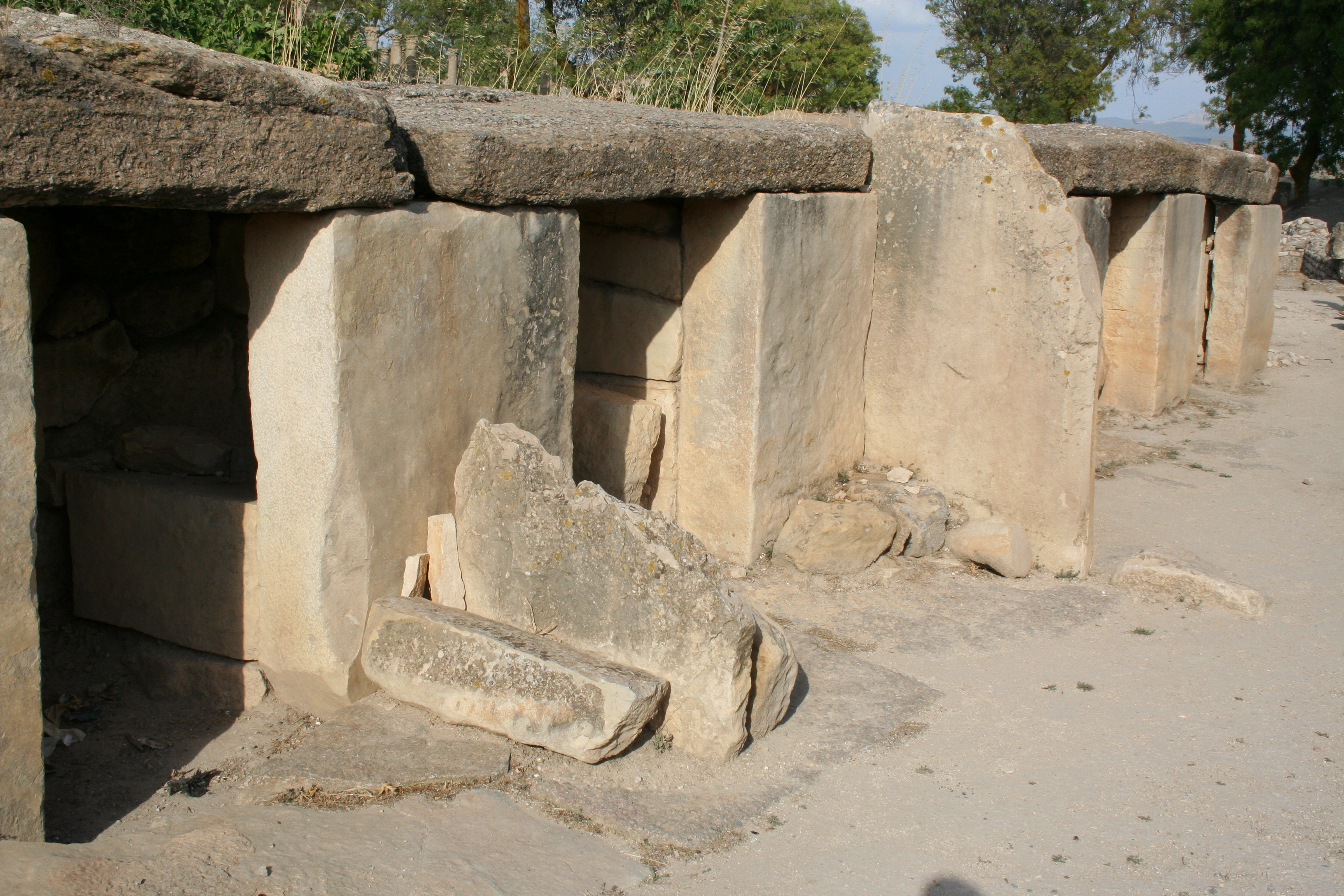
Megaliti funerari

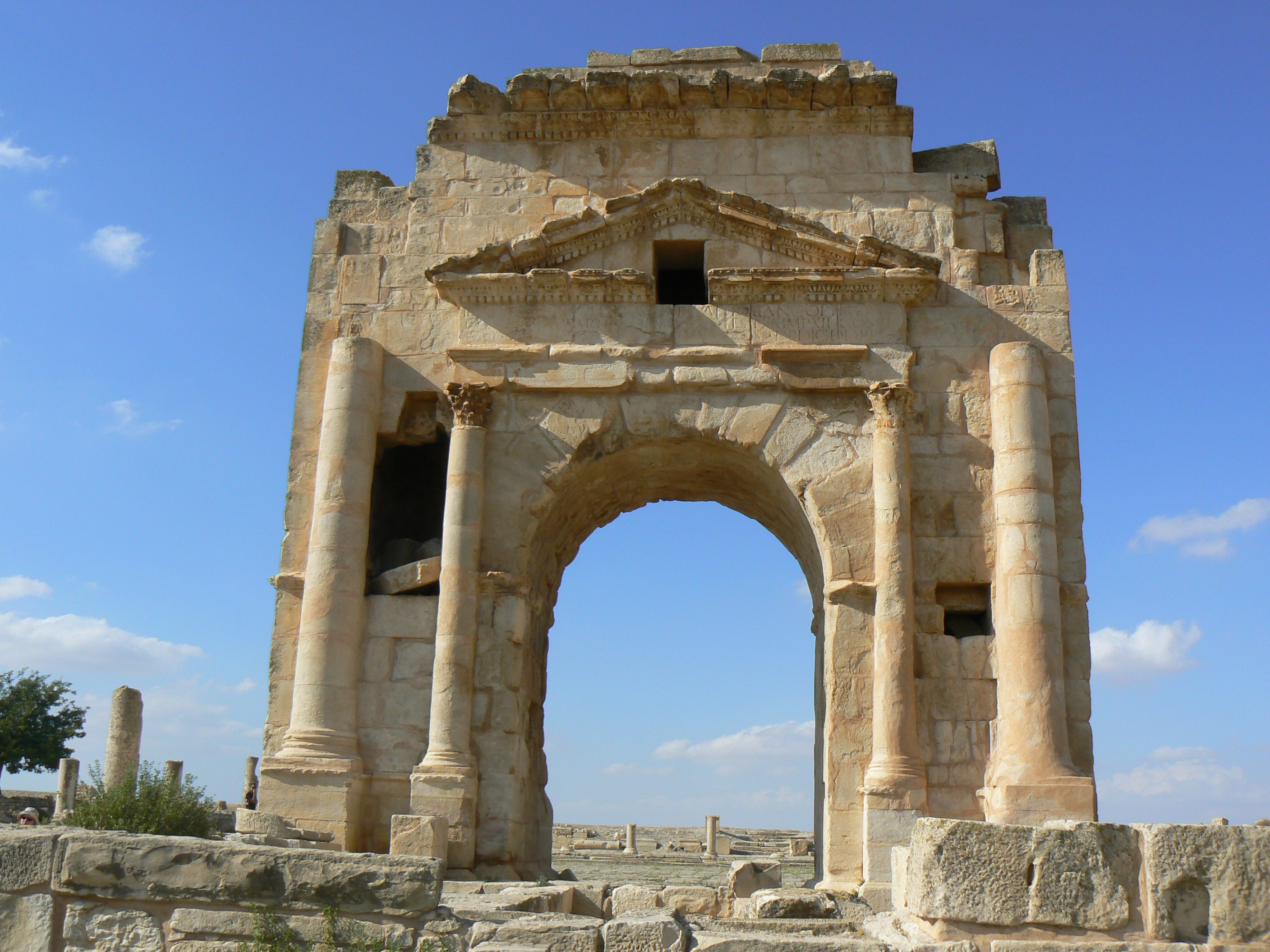
Arco di Traiano all'ingresso del Foro di epoca romana di Mactaris

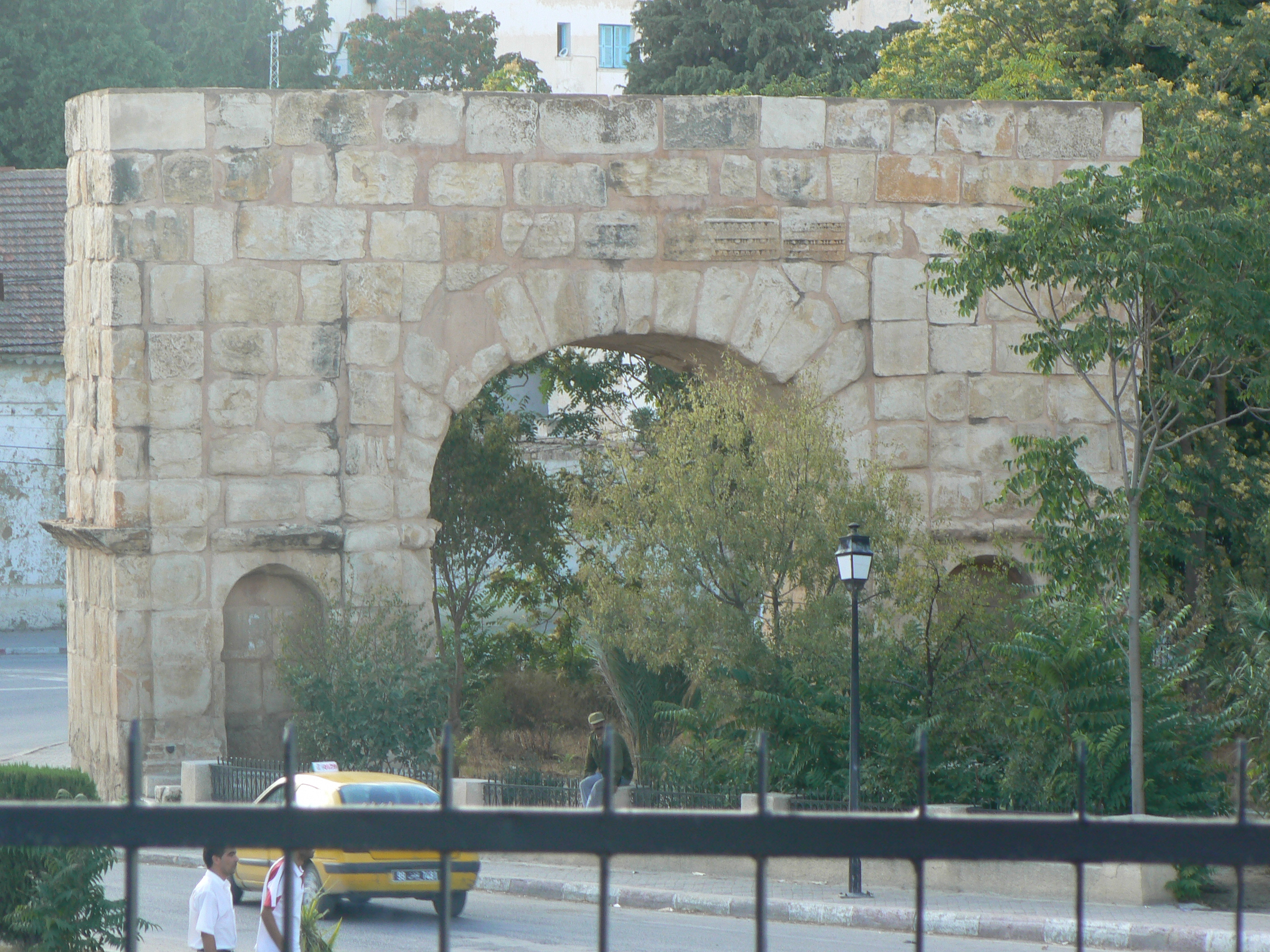
Arco di Bab el-Ain

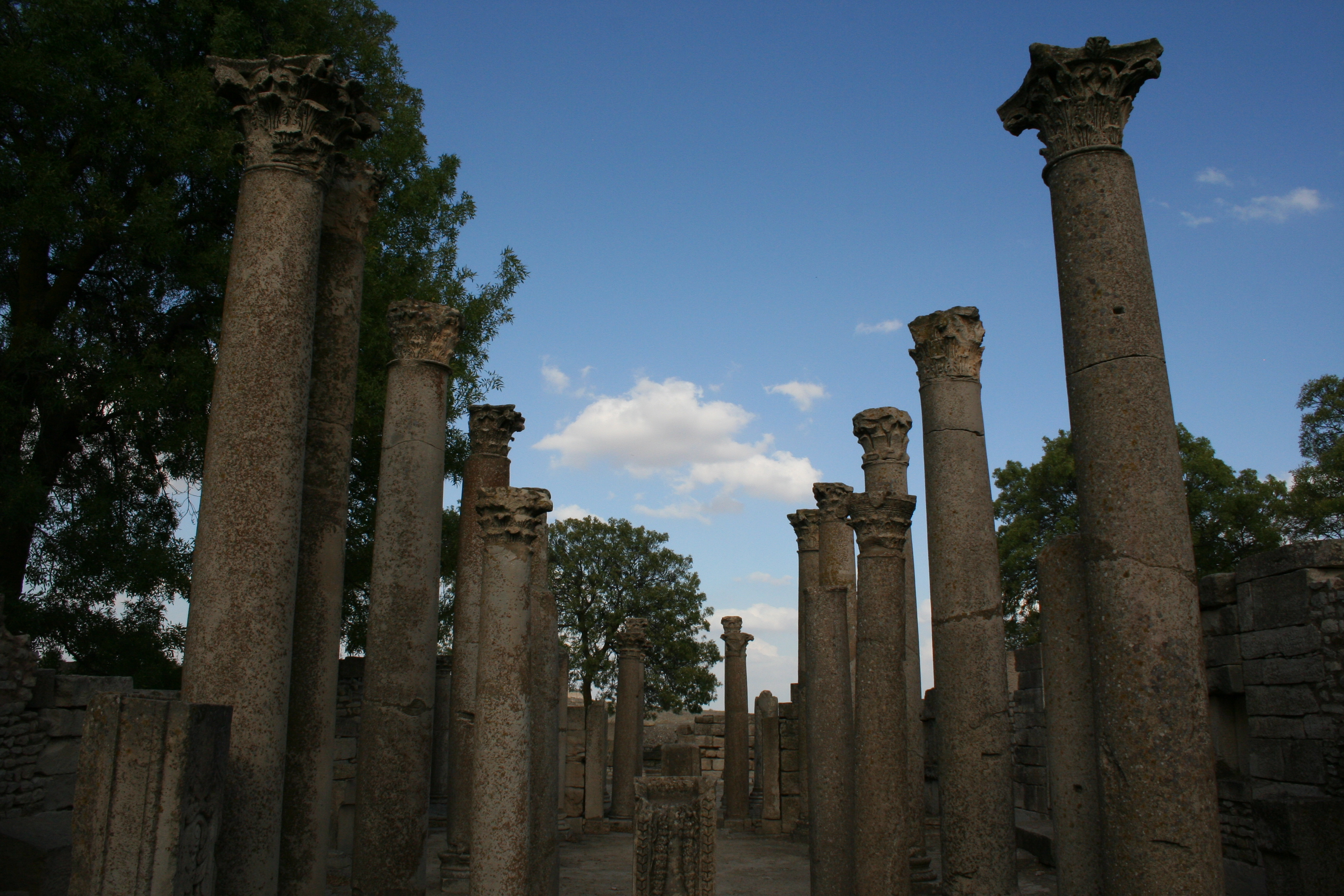
Schola Iunvenum

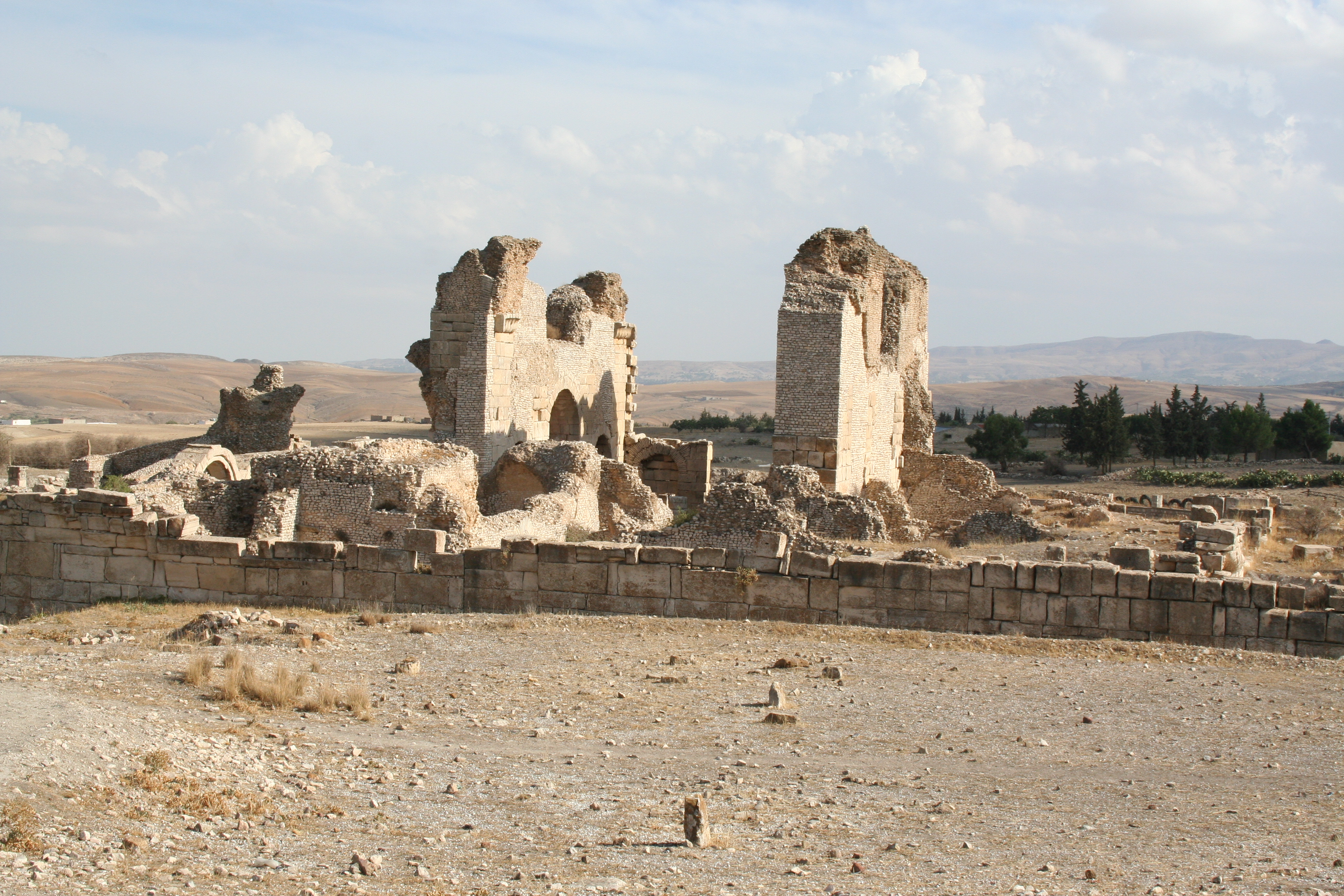
Grandi terme di sud-est

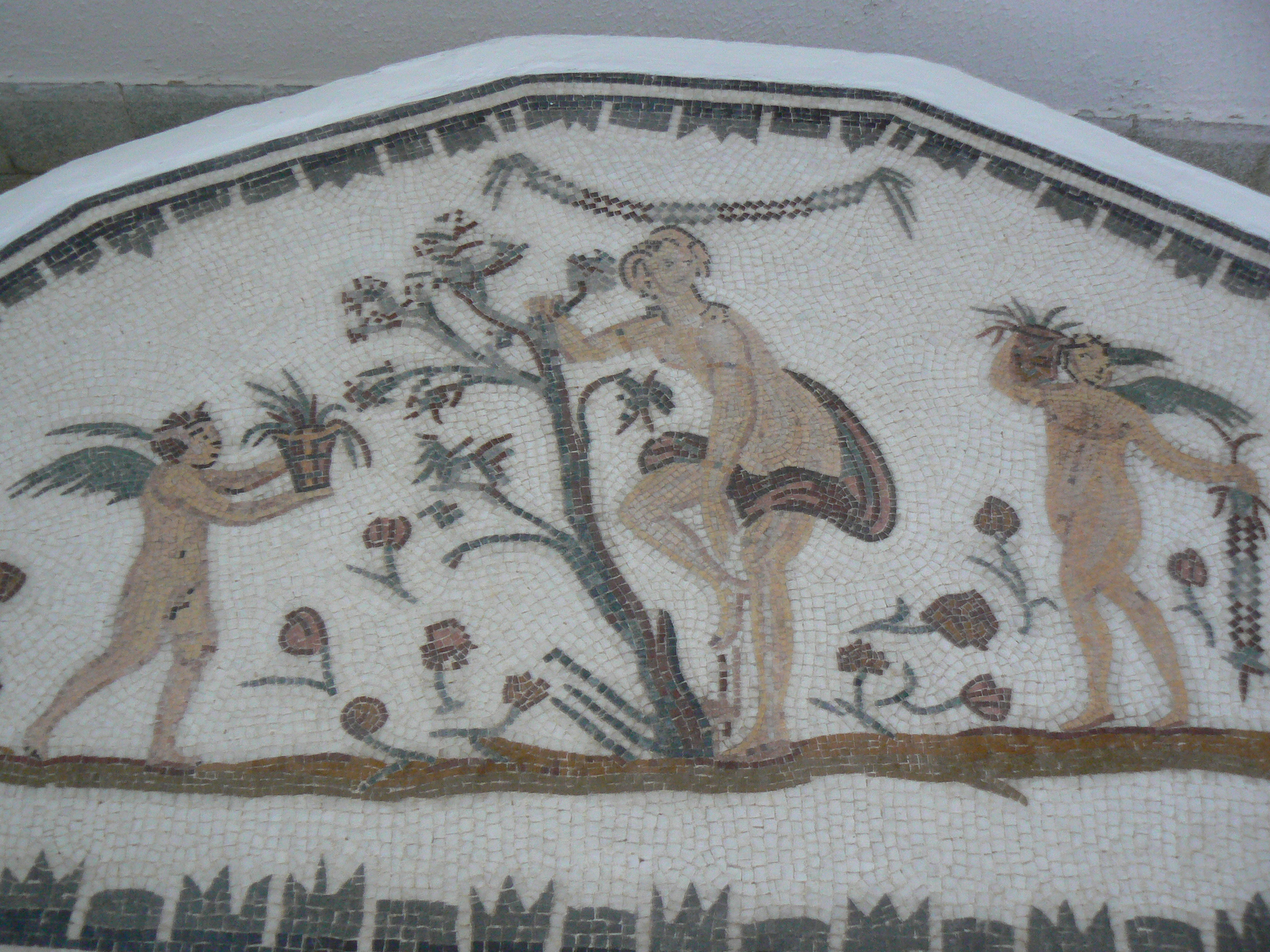
Mosaico con Venere che si toglie i sandali dalla Casa di Venere (nel museo)

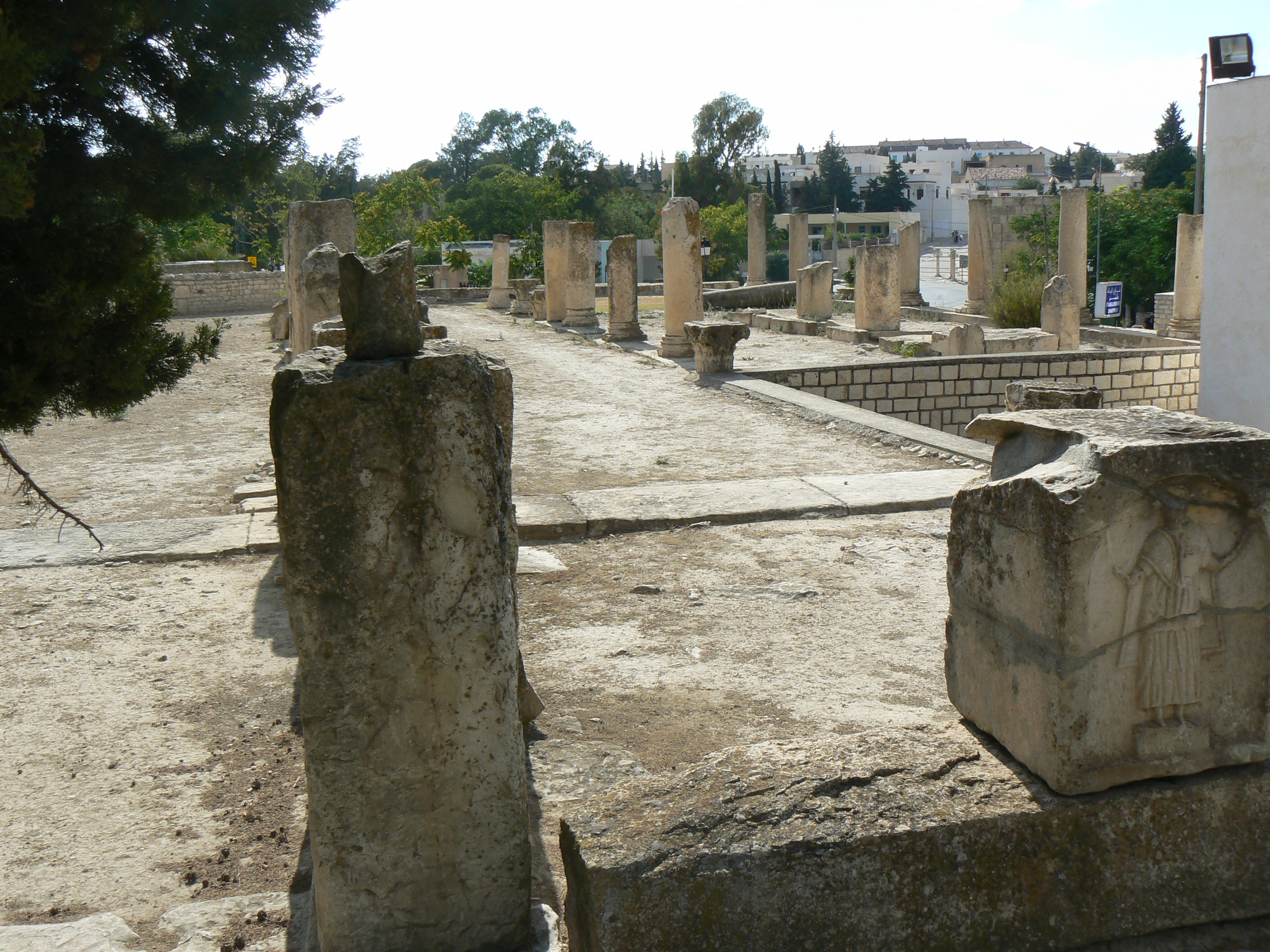
Basilica di Rutilio (o basilica del Museo)

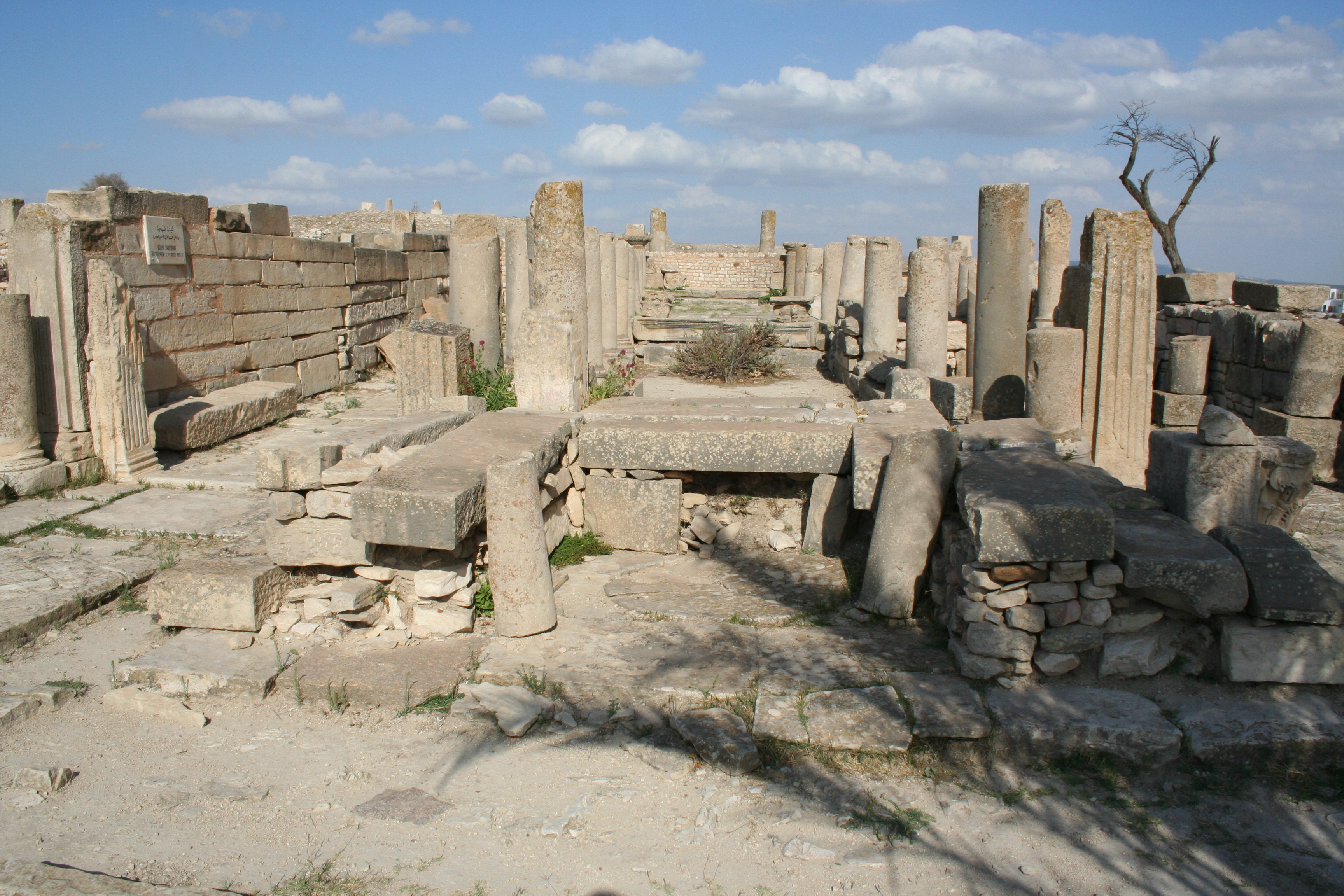
Basilica di Hildeguns

La città fu inizialmente un'importante città numida nel II e II secolo a.C., probabilmente un centro fortificato e ha restituito numerose iscrizioni in libico o in libico e punico. Fu alleata di Cartagine sotto il regno di Massinissa e quest'ultimo se ne impadronì nel 149 a.C. . 
Ebbe un forte sviluppo in seguito all'accoglimento dei profughi da Cartagine dopo la distruzione della città da parte dei Romani nel 146 a.C.. Dalle iscrizioni puniche sulle stele del I secolo a.C. rinvenute a Bab El Ain, sappiamo che il suo nome era "MKTRM", divenuto Mactaris in latino, che vi era un tophet e che il culto principale era rappresentato da quello del dio Ba'al Hammon.
Dopo l'annessione del regno numida da parte di Cesare nel 46 a.C., ebbe la condizione di città libera, collocata nella provincia dell'Africa proconsolare. La sua romanizzazione fu lenta e progressiva: i tre magistrati locali conservarono il nome tradizionale di suffeti fino agli inizi del II secolo, quando divennero triumviri. 
Alcune famiglie dell'élite locale ottennero la cittadinanza romana sotto Traiano, al quale per commemorare l'avvenimento venne eretto un arco all'ingresso del Foro, e alcune raggiunsero l'ordine equestre sotto Commodo. Tra il 176 e il 180 divenne colonia romana, con il nome di Colonia Aelia Aurelia Augusta Mactaris. Un tempio capitolino e numerosi monumenti vennero costruiti all'epoca di Marco Aurelio, quando la città raggiunse il proprio apogeo, estendendosi su una superficie di oltre 10 ettari.
Già a partire dal I secolo esisteva una schola iuvenum, associazione giovanile che si occupava della formazione dei figli dell'élite cittadina, con preparazione sia fisica e sportiva che in diritto e economia. Quest'istituzione ebbe grande importanza nella vita cittadina e fu coinvolta nella rivolta di Gordiano I del 238.
Nel III secolo era sede episcopale (diocesi di Mactaris) e il suo vescovo partecipò al concilio di Cartagine dell'anno 256.
Agli anni 260-270 risale l'iscrizione funeraria detta "del mietitore di Mactar" ("du moissonneur de Mactar"), conservata al Museo del Louvre di Parigi, nella quale questo personaggio, di cui non si è conservato il nome, parla delle sue umili origini e della sua riuscita sociale, essendo divenuto membro del senato cittadino.
Con la riorganizzazione delle province voluta da Diocleziano appartenne alla provincia di Valeria Byzacena  e nel V secolo, in seguito allo scisma donatista ebbe due chiese cattedrali.
Il declino della città iniziò a seguito della conquista vandala nel 439. Giocò in seguito un importante ruolo militare nel sistema difensivo bizantino e alcuni edifici pubblici della città vennero trasformati in fortini sotto Giustiniano. Nell'XI secolo scomparve in seguito all'arrivo della tribù araba dei Banu Hilal.
Il sito archeologico fu visto dai viaggiatori europei a partire dagli inizi del XIX secolo: nel 1893 i primi scavi portarono allo scoprimento del tempio di Hator Miskar. Gli scavi archeologici, continuarti sporadicamente, ricevettero un nuovo impulso a partire dal 1944: negli anni 1947-1956 furono riportati alla luce i due fori cittadini e tra il 1946 e il 1955 il ginnasio della Schola iuvenum. Dopo l'indipendenza tunisina nel 1960 gli scavi vennero nuovamente ripresi.
Il sito è divenuto un parco archeologico, con un piccolo museo. Al di fuori dell'area archeologica si trovano ancora un mausoleo neo-punico e il mausoleo dei Giulii, il tempio di Apollo e l'arco di Bab el-Ain.

## Edifici

### Edifici preromani
Nel sito sono stati rimessi in luce diversi megaliti, costituiti in lastroni di pietra come sepolture collettive con spazio comune destinato al culto dei defunti. I materiali di una delle sepolture, rinvenuta intatta, con il corredo funerario costituito da ceramiche locali e di importazione, sono databili tra gli inizi del III secolo a.C. e la fine del I secolo. 
- Il Foro numidico dovette essere il più antico centro religioso cittadino e ospitava templi e luoghi di culto. Al centro del lato settentrionale vi si trova un tempio di Liber Pater (o Bacco) che venne ricostruito nel II secolo e sorgeva su un precedente luogo sacro scavato nella roccia. In epoca romana venne costruito nel Foro anche un tempio dedicato a Roma e ad Augusto.

- Il complesso del tempio di Hator Miskar consiste in un tempio con cripta sotto la cella, preceduto da un grande recinto sacro porticato.  Fu costruito in forme romane nel II secolo sopra un precedente santuario punico e venne in seguito trasformato in chiesa nel IV secolo, con l'aggiunta di un'abside. La grande iscrizione di dedica neopunica, del II secolo[6]

- Il tophet di Baal Hammon utilizzato fino alla fine del II secolo

- Il mausoleo punico con copertura piramidale ha forme simili a quelle del mausoleo d'Atban a Thugga.

### Edifici di epoca romana
- Il Foro di età romana, costruito agli inizi del II secolo, era situato all'incrocio del cardine e del decumano massimi: la piazza rettangolare lastricata era circondata da portici. In epoca bizantina venne occupato da una fortificazione.
- L'ingresso della piazza forense era costituito dall'arco di Traiano, eretto nel 116 d.C. per commemorare la concessione della cittadinanza romana all'élite cittadina e la costruzione di un nuovo quartiere[7].
- All'angolo nord orientale della piazza sorgeva il macellum (mercato) con cortile colonnato circondato di botteghe e un altare dedicato a Mercurio in asse con l'ingresso.

- Tempio di Apollo, degli inizi del II secolo, su un precedente santuario di Baal Hammon

- Sul lato occidentale del Foro vecchio un edificio con vestibolo e peristilio sul quale si affacciano una serie di ambienti, tra cui spazi per il culto e una grande sala per riunioni absidata, è stato interpretato come la sede della Schola iuvenum, l'associazione giovanile cittadina, citata in un'iscrizione rinvenuta nei pressi come "basilica". La pianta riprende schemi di epoca ellenistica.[8]. L'edificio originariamente era un complesso dedicato al dio Marte di epoca domizianea, di cui si conserva l'iscrizione dedicatoria, ma venne interamente ricostruito in epoca severiana a spese dell'eminente cittadino Giulio Pisone,  venne rimaneggiato in epoca dioclezianea e quindi la sala da riunione fu riutilizzata come chiesa cristiana dotata di nartece. Si è tuttavia anche ritenuto che si trattasse invece dell'abitazione privata della famiglia dei Giuli[9]. Un prossimo edificio con quattro absidi (una di epoca severiana e le altre aggiunte nel IV secolo) e con piccole vasche, di funzione incerta, adiacente al mausoleo di Giulia Benenata, potrebbe anch'esso appartenere al medesimo complesso.

- Mausoleo dei Giulii nella necropoli, si presenta a pianta quadrata e a due piani: quello inferiore con l'ingresso alla tomba e quello superiore comprendente una nicchia per la statua funeraria, sormontata da un tetto a piramide.
- Grandi terme di sud-est: costruite alla fine del II secolo e successivamente inserite in una fortificazione bizantina: si conserva il frigidarium pavimentato a mosaico e la palestra, con cortile ad arcate su pilastri[10]
- Altri complessi termali sono le Terme settentrionali (bizantine, del VI secolo) e le Terme del Capitolium, costruite nell'epoca di Marco Aurelio e trasformate quindi in basilica cristiana nel V o VI secolo[11]
- Arco di Bab el-Ain: sorto agli inizi del III secolo nell'area del tophet punico (ne reimpiegava numerose stele iscritte, oggi conservate nel museo), costituiva una delle porte simboliche di accesso alla città.
- Un piccolo anfiteatro sorse nel II secolo d.C., con cavea poggiante su sostruzioni nella parte settentrionale e appoggiata al pendio di una collina nella parte sud.

### Residenze private
- Casa di Venere, del II-III secolo, conservava un mosaico con Venere che si toglie i sandali tra uccelli e pesci Si trovava vicina al santuario di Hator Misklar

### Edifici cristiani
- Basilica di Rutilius, costruita sul santuario del tempio di Saturno (degli inizi del III secolo)
- Basilica di Hildeguns, costruita presso il Foro di epoca romana nel V secolo, con la tomba del principe vandalo Hildeguns, situata presso l'ingresso. La chiesa era a tre navate e con abside (dove resta traccia di mosaici). Vi era annesso un battistero costruito con materiali di reimpiego.